# 鐵球

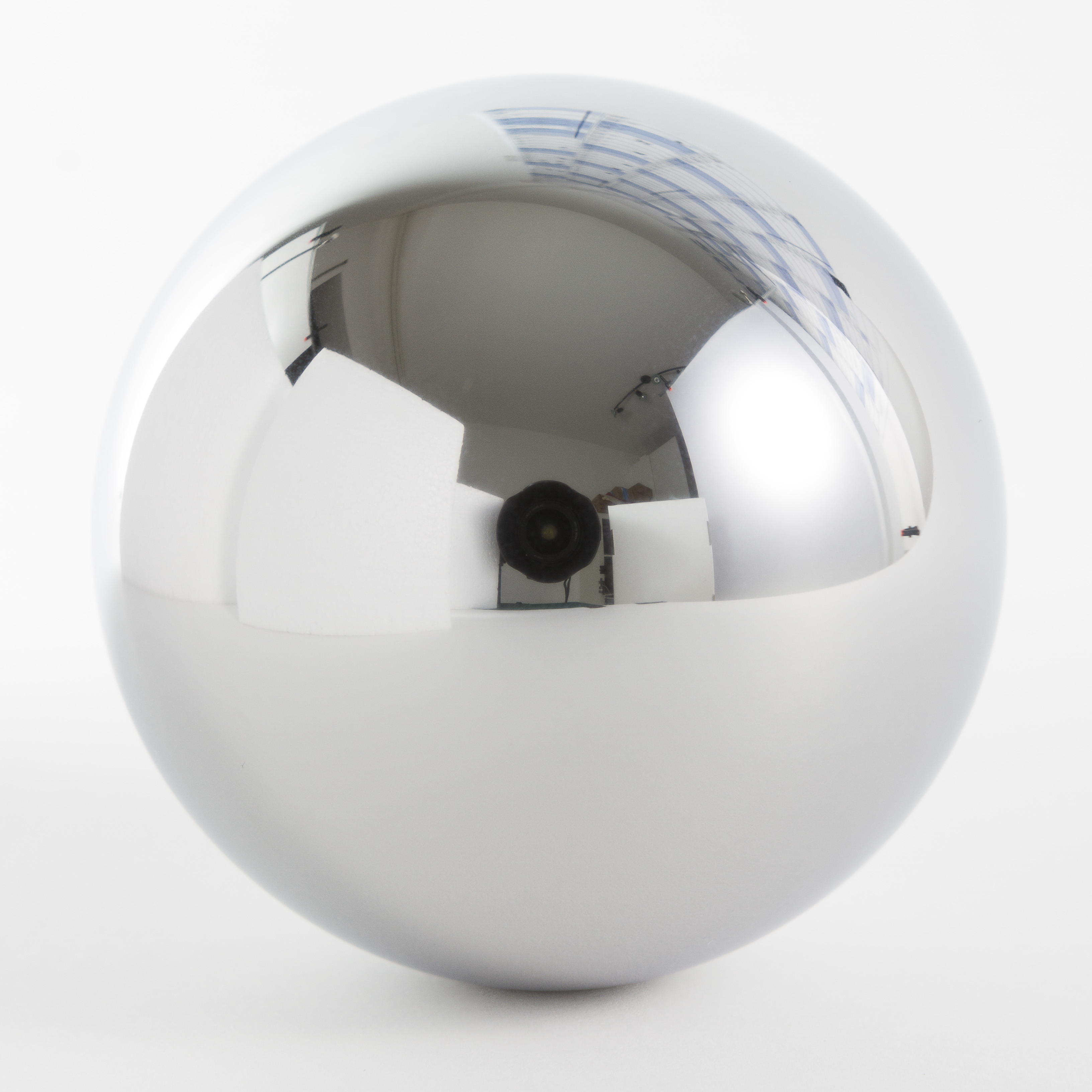
滾珠軸承所使用之鋼珠

鐵球（或鋼球）是一種以鐵或不鏽鋼製成的金屬球狀物，廣泛使用於不同場合。體積較小者稱為鋼珠。

## 使用鐵球或鋼珠的物品
- 鋼珠筆
- 滾珠（參見：滾珠軸承）
- 柏青哥
- 散彈
- BB彈
- 氣槍子彈
- 空氣槍子彈
- 鋼膽
- 陰道球
- 圓彈丸（英语：Round shot）（參見：加農炮）
- 鉛球
- 鐵鍊球 (刑具)（英语：Ball and chain）
- 拆除用鐵球（英语：Wrecking ball）（參見：拆除）